# Spider-Man: Reign
Spider-Man: Reign (рус. Человек-паук: Власть) — ограниченная серия комиксов о супергерое Человеке-пауке, написанная и проиллюстрированная Кааре Эндрюсом. Серия, состоящая из четырёх выпусков, была выпущена Marvel Comics в период с декабря 2006 по март 2007. Действие комикса происходит в альтернативной вселенной Земля-70237, по времени опережающей основную вселенную на 30 лет вперёд.

## Сюжет
В будущем Нью-Йорк является относительно безопасным городом, в котором нет преступников с суперсилой. Для защиты населения авторитарное правительство использует силовую структуру под названием «Стража».
Постаревшего Питера Паркера увольняют из магазина цветов, и он отправляется домой, где вспоминает о давно умершей Мэри Джейн. В это время по телевизору сообщают, что мэр Уотерс собирается запустить специальную систему WEBB, которая должна будет защитить город от террористических атак.
К Питеру приходит Джей Джона Джеймсон и приносит ему его старый фотоаппарат и маску от чёрного костюма Человека-паука. На улице Джеймсон устраивает мятеж, а Паркер в маске побеждает офицеров и уходит, не сказав ни слова.
Мэр, обеспокоенный возвращением Человека-паука, выпускает на волю Зловещую шестёрку, состоящую из Электро, Мистерио, Крэйвена, Песочного человека, Скорпиона и Гидромена. Он обещает разрешить им покинуть город, если им удастся одержать победу над Человеком-пауком.
Зловещая шестёрка почти убивает Человека-паука, но в последний момент его спасают щупальца мёртвого Доктора Осьминога. Они приносят Питера на кладбище к могилам Мэри Джейн, Мэй и Бен Паркеров. Там он вспоминает, что Мэри умерла из-за рака, который был вызван неоднократным попаданием в её организм радиоактивной спермы Питера. Щупальцы выкапывают гроб Мэри, где Питер находит свой красно-синий костюм, который он тайно похоронил вместе с ней.
В это время пойманного Джеймсона приводят в офис мэра, где выясняется, что помощник мэра Эдвард Сакс — Веном. Он использует систему WEBB с целью превращения всего населения Нью-Йорка в симбиотов. Зловещую шестёрку призывают в главное здание для охраны системы от Человека-паука. На улицах города люди пытаются отбиться от симбиота с помощью звона колокола. После того, как дочь Песочного человека убивает полицейский отряд, он решает перейти на добрую сторону закона.
Человек-паук побеждает членов Зловещей шестёрки и начинает схватку с Веномом. В последнюю минуту появляется Песочный человек и передаёт Питеру детонатор, с помощью которого можно взорвать бомбы, имплантированные мэром в тела каждого члена Зловещей шестёрки. Питер активирует детонатор, бомбы взрываются и убивают Венома.

## Коллекционные издания
- Твёрдая обложка (включает номера #1-4, апрель 2007, 160 страниц, ISBN 0-7851-1717-2)
- Мягкая обложка (включает номера #1-4, апрель 2008, 160 страниц, ISBN 0-7851-2665-1)